# Babaji (chanson)
Pour les articles homonymes, voir Babaji.
Singles de Supertramp
Give a Little Bit
(1977) The Logical Song
(1979)
Babaji est une chanson écrite par Roger Hodgson et attribuée à Hodgson et Rick Davies. La chanson a été pour la première fois joué par le groupe Supertramp dans l'album Even in the Quietest Moments… sorti en 1977. Elle est ensuite parue en Europe et en Australie suivant l'autre single de l'album  Give a Little Bit.

## Paroles et musicalité
Hodgson a écrit Babaji en l'honneur de Mahavatar Babaji, qu'il considérait comme un Christ - ou une figure semblable à Krishna, ou même une manifestation de l'esprit ou de la force de Dieu. Selon le batteur de Supertramp, Bob Siebenberg, Babaji est comme « la lumière de la vie de Roger » et « le type de lumière qui guide Roger ». Les paroles reflètent cette relation : « Toute ma vie, j'ai senti que vous écoutiez / Je cherchais des moyens de m'aider à rester en phase » et « Babaji oh, vous ne venez pas à moi / Ne m'aideriez-vous pas à faire face à la musique » . Le critique musical Dale Winnitowy a décrit l'intensité religieuse de la chanson comme « du type de George Harrison ». Les paroles soulignent le besoin d'efforts que ne nécessite la recherche de Babaji afin d'atteindre l'illumination.
Les autres membres du groupe étaient moins fascinés par le sujet spirituel de la chanson. Le claviériste Rick Davies a déclaré à NME que « Personnellement, je le critique. Je resterais plutôt anonyme que devenir religieux. Je pourrais me battre avec Roger sur ce prochain album à ce sujet... . Ce n'est pas vrai. Vous avez des gens dans le groupe qui n'en avaient rien à cirer. ». Le saxophoniste John Helliwell a déclaré que « quand Hodgson a écrit sur Christ ou Babaji - qui que ce soit - nous souhaitions simplement qu'il chante sur autre chose ».

## Accueil
Le critique musical Mark Moran a décrit Babaji, ainsi que « Give a Little Bit, comme ayant un « rythme tranquille et une mélodie douce » qu'un autre critique, Helliwell, attribuait à la maturité croissante du groupe.  Steve Wosahla de Messenger-Press a également reconnu ces deux chansons comme représentant l'approche « la plus "subtile" que le groupe avait espéré intégrer » dans Even in the Quietest Moments..., les qualifiant « d'excellents compléments » aux chansons les plus dures de l'album. Le critique de Brandon Sun, Graham Hicks, a estimé que la chanson « aurait pu être un classique », mais en deçà du fait que le piano non électrique ne pouvait pas obtenir les notes « légères et stridentes » qu'il pense que la chanson appelle ainsi que l'utilisation des percussions et de la guitare basse « sans imagination et avec répétition. » La critique de Geoff Barton dans Sounds trouve que Babaji était « moins que captivant ». Dans AllMusic, Stephen Thomas Erlewine, décrit la chanson comme « un moment pseudo-spirituel qui tombe de la pop ».  
Babaji fait partie du second album de compilation du groupe sorti en 1992 The Very Best of Supertramp 2.  

## Musiciens
- Rick Davies : claviers
- Roger Hodgson : guitare, piano, chant
- Dougie Thomson : basse
- John Helliwell : clarinette, chœur.
- Bob Siebenberg : batterie, percussion.